# IC 4379
IC 4379 је спирална галаксија у сазвјежђу Кентаур која се налази на листи објеката дубоког неба у Индекс каталогу.
Деклинација објекта је - 34° 16' 16" а ректасцензија 14h 12m 10,1s. Привидна величина (магнитуда) објекта IC 4379 износи 14,7 а фотографска магнитуда 15,5. IC 4379 је још познат и под ознакама ESO 384-65, MCG -6-31-28, VV 743, AM 1409-340, PGC 50710.